# Henryk Flame

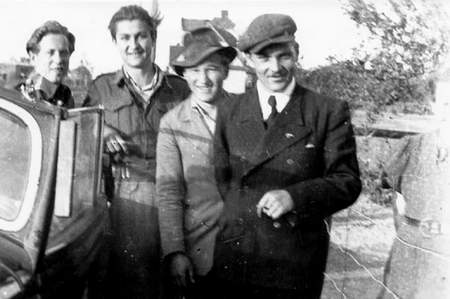
Henryk Flame, zdjęcie wykonane po amnestii w 1947

Henryk Antoni Flame vel Flamme, ps. Grot, Bartek (ur. 15 stycznia 1918 we Frysztacie, zm. 1 grudnia 1947 w Zabrzegu) – polski dowódca wojskowy, kapral pilot Wojska Polskiego, kapitan Narodowych Sił Zbrojnych, dowódca grup leśnych VII (Śląskiego) Okręgu NSZ.

## Życiorys

### Przed wybuchem wojny
Był synem Emeryka i Marii z domu Piwowar. Krótko po jego narodzinach rodzinny Frysztat został wpierw opanowany przez administrację polską, a następnie w trakcie wojny polsko-czechosłowackiej przez Czechów. Rodzina Flamego w drugiej połowie 1920 r. przeniosła się do Czechowic (obecnie Czechowice-Dziedzice). Wykształcenie zdobył początkowo w szkole powszechnej, następnie w miejscowym gimnazjum i w Szkole Przemysłowej w Bielsku, uzyskując zawód ślusarza mechanika samolotów. W tym okresie odbywał praktykę ślusarską w fabryce Karola Ochsnera w Bielsku, odbył także kurs przygotowujący do zawodu maszynisty.
W młodości Flame należał do organizacji Orląt Związku Strzeleckiego, gdzie m.in. szkolił się jako instruktor narciarstwa. W 1936 wstąpił na ochotnika do wojska. Uzyskał przydział do 2 pułku lotniczego w Krakowie. Pod koniec 1936 r. złożył przysięgę i został przydzielony do 22 Eskadry. Po ukończeniu kursu na mechanika samolotowego skierowany został na szkolenie dla pilotów do eskadry treningowej 2 pułku lotniczego. Po ukończeniu kursu awansowano go na starszego szeregowca. W sierpniu 1937 r. został skierowany na dalsze szkolenie do Wyższej Szkoły Pilotażu w Grudziądzu. Tam przygotowywany był do służby jako pilot myśliwca. Ukończył ten kurs w listopadzie 1938 r. i powrócił do 2 pułku lotniczego w Krakowie, gdzie otrzymał przydział do 123 eskadry myśliwskiej. Został wówczas awansowany do stopnia kaprala. Przed wybuchem wojny wziął jeszcze udział w kursie specjalizacji myśliwskiej zakończonym w czerwcu 1939 r.

### Wojna i okupacja niemiecka
W wojnie obronnej Polski w 1939, w roli pilota 123 eskadry myśliwskiej, przydzielonej do Brygady Pościgowej, bronił nieba nad Warszawą przed samolotami wroga. 1 września, w trakcie walk nad Legionowem, maszyna kpr. Flamego została ostrzelana i zmuszona do lądowania, gdy ten próbował osłonić swego dowódcę. Od tej pory Flame, z braku sprzętu latającego, znajdował się w dyspozycji dowództwa obrony Warszawy. Z 6 na 7 września 123 eskadra została wycofana z Warszawy na podlubelskie lotniska, stamtąd do Bełżyc, następnie na lotnisko pod Łuckiem, do Młynowa i ostatecznie 12 września znów pod Lublin, skąd lotnicy wykonywali loty patrolowe na samolotach z Dęblina. Tego dnia z powodu braku paliwa Flame zmuszony został do lądowania w miejscowości Łuszczów. Dalsze wydarzenia z uwagi na brak źródeł trudne są do rekonstrukcji (wg niektórych relacji po 17 września, Flame został zestrzelony przez Rosjan w okolicach Stanisławowa, po czym zorganizował z luźnych grup żołnierzy z rozbitych jednostek, konwój z paliwem lotniczym, który pod koniec września przekroczył granicę z Węgrami), najprawdopodobniej jednak Flame dołączył do doraźnie utworzonego przez mjr. Stefana Janusa konwoju z paliwem, wraz z którym 19 września przekroczył granicę węgierską.
Na Węgrzech Flame, razem z innymi żołnierzami, został internowany i osadzony w tymczasowym obozie, początkowo w Budapeszcie, a od 24 września w miejscowości Nagykáta, skąd jednak szybko, prawdopodobnie w listopadzie 1939 r., uciekł. Ukrywając się u węgierskiego gospodarza, został zadenuncjowany i przekazany władzom niemieckim, które umieściły zbiega w obozie jenieckim, Stalagu XVII A Kaisersteinbruch, zlokalizowanym na ziemiach austriackich, wcielonych do III Rzeszy. W drugiej połowie 1940, dzięki interwencji rodziny jako osoba pochodząca z Zaolzia o niemiecko brzmiącym nazwisku (w dokumentach z tamtego okresu występuje pisownia Flamme), został zwolniony z obozu i powrócił wiosną 1940 r. do domu rodzinnego w Czechowicach.
Po powrocie do Czechowic, Henryk Flame podjął pracę na stanowisku maszynisty, na miejscowej kolei. W czerwcu 1940 r. ożenił się z Józefą Głupi, z którą miał dwie córki. Po zarządzeniu Heinricha Himmlera z marca 1941 r. o wprowadzeniu volkslisty w Prowincji Górnośląskiej Flame został wpisany do III grupy narodowościowej volksdeutschów. Związał się także z konspiracją niepodległościową. Prawdopodobnie miał już wtedy kontakty z konspiracją ZWZ-AK. Założył organizację HAK (Harcerska Armia Krajowa) podległą AK, która zajmowała się wywiadem i sabotażem.
W związku z powołaniem do armii niemieckiej jesienią 1943 roku, jak również zagrożony dekonspiracją i aresztowaniem, Flame uciekł do lasu. Tuż przed ucieczką zorganizował w pojedynkę brawurową akcję sabotażową, doprowadzając do zderzenia lokomotywy z obrotnicą kolejową w Czechowicach, co zdezorganizowało lokalny ruch kolejowy na kilka dni. Początkowo dołączył do oddziału partyzanckiego AK „Barania Góra” dowodzonego przez pchor. Mariana Barthela de Weydenthala „Urbana”. Po jego śmierci oddział rozpadł się na dwie samodzielne grupy, a Flame, posługujący się wówczas pseudonimem Grot, przejął dowództwo nad jedną z nich. Jesienią 1944 r. oddział „Grota” podporządkował się dowództwu Narodowych Sił Zbrojnych, sam Flame zaś 28 października złożył w Czechowicach przysięgę na członka NSZ.

### Druga konspiracja
12 lutego 1945 do Czechowic wkroczyła Armia Czerwona, a Flame, realizując zalecenia dowództwa NSZ, ujawnił się i  ze swoim  oddziałem, zachowując struktury konspiracyjne, oddał się do dyspozycji „władzy ludowej” i, wbrew protestom miejscowych komunistów, objął stanowisko komendanta miejscowego komisariatu Milicji Obywatelskiej. W dalszym ciągu realizując wytyczne dowództwa NSZ, Flame obsadził swoimi ludźmi komisariat i podległe mu jednostki, a także gromadził wokół siebie ludzi opozycyjnie nastawionych do komunistów, gromadząc jednocześnie broń i przygotowując się do nieuchronnej konfrontacji z komunistami.
Na przełomie kwietnia i maja 1945 r. kolejny raz, podobnie jak za okupacji niemieckiej, zagrożony dekonspiracją i aresztowaniem, Flame uciekł ze swoimi ludźmi w pobliskie lasy. Od tej pory zaczął występować pod pseudonimem Bartek, odtwarzając oddziały partyzanckie VII Okręgu Śląsko-Cieszyńskiego NSZ i rozpoczynając tym samym „drugą konspirację”. Podczas spotkania z por. Jerzym Wojciechowskim mianowany został porucznikiem NSZ.
Od maja 1945 do lutego 1947 stał na czele największego zgrupowania niepodległościowego na Śląsku Cieszyńskim i Podbeskidziu, którego liczebność, w szczytowym okresie, wynosiła ponad 300 dobrze uzbrojonych i umundurowanych żołnierzy. Składające się z kilku oddziałów zgrupowanie przeprowadziło łącznie ok. 340 akcji zbrojnych, w tym ok. 200 akcji ekspropriacyjnych. Zgrupowanie rozbiło 12 posterunków MO, 5 placówek UBP i 3 placówki WP. W wyniku bezpośrednich akcji zgrupowania śmierć poniosło łącznie 59 osób, w tym 22 osoby prywatne, 11 członków PPR, 11 milicjantów, 4 pracowników bezpieki, 6 żołnierzy LWP, 3 żołnierzy czechosłowackich, 1 członek ZMW oraz 1 żołnierz sowiecki. Najgłośniejszym wystąpieniem zgrupowania pod dowództwem Flamego było zajęcie 3 maja 1946 uzdrowiskowej miejscowości Wisła. Oddział „Bartka” przeprowadził wówczas, na oczach sterroryzowanych komunistów, defiladę z okazji święta konstytucji w pełni umundurowanych i uzbrojonych żołnierzy NSZ, co było ewenementem w państwach „władzy ludowej”.

### Operacja „Lawina”
W wyniku zaplanowanej przez Urząd Bezpieczeństwa akcji mającej na celu neutralizację Flamego i jego oddziału, latem 1946 r. w struktury zgrupowania przeniknął Henryk Wendrowski, agent bezpieki pod przybranym pseudonimem Lawina. Przedstawiwszy się „Bartkowi” jako członek dowództwa NSZ, zdołał nakłonić go do zgody na zorganizowanie fikcyjnego przerzutu znacznej części zgrupowania na Ziemie Odzyskane w celu kontynuacji działań partyzanckich. W rzeczywistości przerzut był zainicjowany i kontrolowany przez bezpiekę w ramach akcji likwidacyjnej podziemia niepodległościowego.
We wrześniu 1946 r. znaczna część żołnierzy zgrupowania „Bartka” została wywieziona na Śląsk Opolski i zamordowana (masowe mordy miały miejsce w lasach w okolicach wsi Barut i okolicach lotniska w Starym Grodkowie). W ramach prowadzonego śledztwa Instytut Pamięci Narodowej zdołał ustalić dane osobowe bądź pseudonimy co najmniej 75 osób, które niemal z całą pewnością zginęły w wyniku prowokacji. Wśród pomordowanych była m.in. 18-letnia Stanisława Golec ps. Gusta, ciotka muzyków Łukasza i Pawła Golców.
Flame zgodził się na przeprowadzenie przerzutu, chociaż był kilkukrotnie ostrzegany przez swojego podwładnego, Antoniego Bieguna „Sztubaka” o możliwości prowokacji. Sam Biegun odmówił wykonania rozkazu „Bartka” i wyłączył swój oddział z operacji przerzutu, co umożliwiło przeżycie ponad 60 osobom. Gdy do Flamego dotarł jedyny ocalały żołnierz, Andrzej Bujak „Jędrek”, który w chwili masakry ukrył się na strychu budynku, nie uwierzono mu, a „Bartek” uznał go wręcz za prowokatora. Jeszcze w latach 80. w oficjalnych opracowaniach historyków funkcjonowała wykładnia, jakoby wszyscy żołnierze zgrupowania „Bartka” „stanęli przed sądem, otrzymali wyroki, skracane przez kolejne amnestie”, a nierzadko „po latach stali się pełnoprawnymi i w wielu przypadkach wartościowymi członkami społeczeństwa”. Od jesieni 1946 r. zgrupowanie pod dowództwem Flamego zaczęło tracić inicjatywę na rzecz komunistów, którzy w licznych obławach dziesiątkowali podległe „Bartkowi” oddziały.
W listopadzie 1946 w procesie 32 podwładnych Flamego z VII Okręgu NSZ w Katowicach zapadło sześć wyroków śmierci, jeden wyrok dożywotniego więzienia i 21 wyroków pozbawienia wolności od 6 do 15 lat. Dowódca grupy Zdzisław Krauze „Andrus” przyznał się do udziału w dziewięciu zabójstwach, m.in. Józefa Flopki i jego trzynastoletniej córki, dokonanych na rozkaz zwierzchnictwa NSZ.

### Amnestia i zabójstwo
W obliczu beznadziejnej sytuacji Flame podjął decyzję o ujawnieniu się przy najbliższej okazji, którą stała się uchwalona przez sejm na dzień 22 lutego 1947 amnestia. Sam „Bartek” z najbliższym otoczeniem, ujawnił się dopiero 11 marca 1947 roku, w Cieszynie. Po złożeniu broni zamieszkał w rodzinnym domu w Czechowicach. Neutralizacja zgrupowania „Bartka” i jego ujawnienie się stanowiły dla komunistów ogromny sukces. Jesienią 1947 r. Flame wraz ze swoją partnerką z okresu drugiej konspiracji Anną Szwedą (ps. konspiracyjny Annuszka) udał się w okolice Barutu w dzisiejszym województwie opolskim, gdzie prawdopodobnie poznał część prawdy na temat śmierci swoich podwładnych.
Do zabójstwa Flamego doszło 1 grudnia 1947 w gospodzie w Zabrzegu pod Czechowicami. Zamachowcem był miejscowy milicjant, Rudolf Dadak. Mimo prowadzonego śledztwa, nie zostali  ujawnieni ani postawieni przed sądem inspiratorzy zabójstwa. Tomasz Greniuch w swoim opracowaniu z 2016 wysunął przypuszczenie, że akcja została zaplanowana przez Władysława oraz Antoniego Pająków, referentów UB i jednocześnie przyjaciół Flamego jeszcze z czasów przedwojennych, którzy obawiali się wyjawienia przez „Bartka” niewygodnych politycznie szczegółów z ich życia. Z kolei Jan Kantyka w swoim opracowaniu z 1986 stwierdzał, że Dadak działał samodzielnie, pod wpływem szoku spowodowanego prowokacyjnym zachowaniem Flamego, który podczas jednej z leśnych potyczek miał zabić brata milicjanta, w gospodzie zaś proponował zamachowcowi tzw. „kolejkę”. Kantyka twierdzi również, że zabójca Flamego został skazany na długoletnią karę więzienia. Według nowszych opracowań jednak Rudolf Dadak został uznany za niepoczytalnego, w lutym 1948 r. skierowany na leczenie do zakładu psychiatrycznego w Branicach, skąd wyszedł na wolność w kwietniu tego samego roku. Jeszcze w 1948 r. śledztwo w sprawie zabójstwa Flamego zostało ostatecznie umorzone, a Rudolf Dadak powrócił do pracy w Milicji Obywatelskiej.
Kapitan Henryk Flame został pochowany na cmentarzu miejskim w Czechowicach-Dziedzicach.

## Awanse
- kapral – 1939[43]
- kapitan – 1946[43]

## Odznaczenia
- Krzyż Komandorski Orderu Odrodzenia Polski – 1 marca 2017 za wybitne zasługi dla niepodległości Rzeczypospolitej Polskiej (pośmiertnie)[44]

## Upamiętnienie
- W 2017 r. z inicjatywy dr. Tomasza Greniucha powstał projekt muzyczny U boku Bartka. Hołd muzyczny dla Zgrupowania NSZ składający się z dwudziestu jeden utworów na dwóch płytach CD. Do projektu zostali zaproszeni niezależni muzycy: GAN, Kapela Romanka, Irydion, Orzeł Biały, Tomasz Kuś, Ptaku, Nordica, Jarosław Konowałek[45].
- 1 marca 2023 w Głogowie odsłonięto pomnik poświęcony Henrykowi Flamemu w ramach „Alei Pamięci”, obok 15 innych pomników żołnierzy podziemia antykomunistycznego[46].
- W latach 2022 i 2023  Stowarzyszenie Rodzin Żołnierzy Narodowych Sił Zbrojnych VII Okręgu Śląskiego pod merytorycznym kierunkiem dr. Tomasza Greniucha zrealizowało  projekty edukacyjne „Śladami Bartka. Niepodległość odciśnięta w Beskidach” i „Śladami Bartka. Niepodległość odciśnięta w dolinach”. W ramach Projektów w Beskidach i na Podbeskidziu powstało dwadzieścia tablic edukacyjnych upamiętniających Henryka Flamego i Zgrupowanie Oddziałów Leśnych NSZ oraz wytyczone zostały szlaki turystyczne „Śladami Bartka”. Jest to największy terenowy projekt edukacyjny poświęcony podziemiu niepodległościowemu. W rocznicę defilady w Wiśle środowiska patriotyczne m.in. Stowarzyszenie Rodzin Żołnierzy Narodowych Sił Zbrojnych VII Okręgu Śląskiego i Fundacja „Zawołać po Imieniu” organizują rekonstrukcję marszu oraz Rajd Górski „Śladami Bartka”[47][48][49].
- W listopadzie 2024 Narodowy Bank Polski wyemitował upamiętniającą Flamego srebrną monetę kolekcjonerską o nominale 10 złotych należącą do serii „Wyklęci przez komunistów żołnierze niezłomni”[50].